# Attia Hamouda
Attia Mohammed Hamouda (in arabo عطية محمد حمودة‎?; Il Cairo, 1914 – 1992) è stato un sollevatore egiziano.

## Palmarès

### Olimpiadi
- Argento a Londra 1948 nei pesi leggeri.

### Campionati mondiali
- Argento a Vienna 1938 nei pesi leggeri
- Argento a Parigi 1950 nei pesi leggeri.